# 콜드 케이스 ~진실의 문~
《콜드 케이스 ~진실의 문~》은 2016년 일본 WOWOW에 방영한 2003년 미국 CBS 드라마 《콜드케이스》를 리메이크한 드라마이며 총 10부작으로 방송되었다. 시즌 2는 2018년에 방송되었다.

## 캐스팅
가나가와 현 경찰 수사일과
- 이시카와 유리 - 요시다 요 : 경부 중대장
- 타카기 신지로 - 나가야마 켄토 : 순경부장
- 타치카와 다이스케 - 타키토 켄이치 : 주임. 경부보.
- 카네코 토오루 - 미츠이시 켄 : 주임. 경부보.
- 모토키 히데토시 - 미우라 토모카즈 : 경시. 과장 대리.

기타
- 오오에 츠구히사 - 미야자와 카즈시
- 나카야마 치카 - 후지사와 에마
- 이시카와 사야 - 히라타 카오루

게스트
- 요시자와 료
- 오노 이토
- 나카 리이사
- 유스케 산타마리아
- 무라카미 니지로
- 카도와키 무기
- 에나미 쿄코
- 다구치 토모로오
- 후키코시 미츠루
- 마토부 세이
- 미우라 마사키
- 키시이 유키노
- 루비 모레노
- 코모토 마사히로
- 시부카와 키요히코
- 츠츠이 미치타카
- 노마구치 토오루
- 미즈하시 켄지
- 나카무라 토모야
- 후쿠다 마유코
- 타카하시 미츠오미
- 이마이 유우키
- 켄타로
- 호리베 케이스케
- 후쿠시 세이지
- 사카이 미키
- 메구미
- 야마구치 카린
- 키우치 미도리
- 타나카 코타로
- 카츠베 노부유키
- 나카무라 유리
- 나하나
- 토쿠나가 에리
- 스도 리사
- 니카이도 사토시
- 마시마 히데카즈
- 오키나 메구미
- 야마구치 마키야
- 마부치 에리카
- 아사카 마유미
- 후지이 미나
- 오타 미도리 로란스
- 시노하라 유키코

## 스탭
- 각본 - 제제 다카히사, 요시다 야스히로, 호라이 류타, 하야시 히로시
- 감독 - 하타노 타카후미
- 음악 - 무라마츠 타카츠구
- 촬영 감독 - 야마다 코우스케
- 프로듀서 - 오카노 마키코, 치카미 텟페이
- 제작 - 워너 브라더스 인터내셔널 텔레비전, WOWOW
- 원작 - 콜드 케이스(워너 브라더스)

### 방송 날짜
| 각화   | 방송일     | 부제      | 각본                           | 기반이 된 에피소드                 |
| ------ | ---------- | --------- | ------------------------------ | ---------------------------------- |
| 제1화  | 2016/10/22 | 닫힌 소리 | 하야시 히로시, 요시다 야스히로 | 시즌2 제11화〈Blank Generation〉   |
| 제2화  | 2016/10/29 | 기억      | 제제 다카히사                  | 시즌1 제8화〈Fly Away〉            |
| 제3화  | 2016/11/05 | 원죄      | 제제 다카히사                  | 시즌2 제10화〈Discretion〉         |
| 제4화  | 2016/11/12 | 오리온    | 요시다 야스히로                | 시즌2 제9화〈Mind Hunters〉        |
| 제5화  | 2016/11/19 | 수영장    | 요시다 야스히로                | 시즌1 제22화〈The Plan〉           |
| 제6화  | 2016/11/26 | 연애편지  | 제제 다카히사                  | 시즌1 제13화〈The Letter〉         |
| 제7화  | 2016/12/03 | 동창회    | 호라이 류타                    | 시즌2 제6화〈The Sleepover〉       |
| 제8화  | 2016/12/10 | 밀레니엄  | 제제 다카히사                  | 시즌1 제18화〈Resolutions〉        |
| 제9화  | 2016/12/17 | 약속      | 제제 다카히사                  | 시즌1 제14화〈The Boy in the Box〉 |
| 제10화 | 2016/12/24 | 검은 숲   | 요시다 야스히로                | 시즌2 제23화〈The Woods〉          |